# Покровский скит (Новая Кубань)
Покровский скит в Новой Кубани (англ. The Hermitage Of The Holy Protection) — мужской скит Славянского викариатства Американской архиепископии Константинопольской православной церкви, расположенный на юге штата  Нью-Джерси. На территории скита действует православное кладбище. Настоятелем Скита является Игумен Тихон Гайфудинов. 
Православный приход на этом месте был основан в начале 1950-х годов одновременно с основанием эмигрантами из России казачьего поселения «Новая Кубань»; его жители и стали основными прихожанами. В 1953 году был возведён храм и остальные приходские постройки. По мере кончины беженцев первого поколения и отъезда молодёжи, казачья станица исчезала, а приход — таял. К началу 2000-х годов регулярные богослужения в храме прекратились. Возрождение прихода началось трудами Игумена Тихона (Гайфудинова). В сентябре 2015 года, по благословению Митрополита Илариона (Капрал) Покровский Храм в Селении Новая Кубань преобразован в Покровский мужской скит. С 2016 года в Покровском скиту богослужения проводятся каждое воскресенье и праздничные дни. С апреля 2023 года Покровский скит вошёл в юрисдикцию Греческой Православной Архиепископии Америки.

## История

### Основание и годы расцвета
В начале 1950-х годов, на юге штата Нью Джерси, была создана деревня Новая Кубань с целью объединить казаков и, построив православную деревню, собрать на единой  земле как можно больше русскоязычных семей. В 1953 году Новая Кубань получила официальную регистрацию.
В 1953 году здесь был основан православный приход, состоящий преимущественно из русскоязычных мигрантов, которые не воспринимали свою жизнь и деятельность в отрыве от православной традиции. Было принято решение возвести небольшой храм, который мог бы воплотить в себе опыт русского церковного зодчества, начать при нём полноценную приходскую и богослужебную деятельность, открыть церковную школу и выделить при храме место для кладбища. При этом епископ Виталий (Максименко) был избран членом попечительского совета прихода.
В 1953 году в Новой Кубани по благословению Митрополита Анастасия (Грибановского) и при непосредственном участии архиепископа Вашингтонского и Флоридского Никона (Рклицкого) было начато строительство храма в честь Покрова Пресвятой Богородицы, в то время был построен нижний храм, в котором совершались богослужения с 1953 по 1963 годы.. В 1953 году приход получил своего первого настоятеля, Протоиерея Петра Панкратова. После него некоторое время приход окормлял прот. Николай Марцишевский — настоятель соседней Св.-Троицкой церкви в г. Вайнланде. Сменялись настоятели; потрудились различные сроки и священники Николай Котар, и прот. Константин Бинецкий, и другие приезжие священнослужители. В конце 1963 года, Архиепископ Никон (Рклицкий) рукоположил специально для Новой Кубани священника о. Николая Неклюдова и назначил его настоятелем. В начале 1963 года при храме были организованы приходская школа и библиотека. Был выстроен верхний Храм по образцу главного храма Свято-Троицкого монастыря в Джорданвилле. В 1967 году на храмовой территории был возведён церковный дом и устроено русское кладбище. Иконы для церкви написали известный иконописец архимандрит Киприан (Пыжов), а иконостас — Димитрий Александров. В последующие годы церковь окормляла не только Новую Кубань, но и окрестные сёла. Казачий храм стал тем местом, где собирались сотни казаков-беженцев, которые неустанно трудились над сохранением своих традиций и стиля жизни. Одна из прихожанок так описывала время расцвета Покровского  прихода: «Идут регулярные, строго по уставу, богослужения. Всюду и везде чувствовалась рука хорошего хозяина. Люди охотно жертвовали на постройку и нужды храма, видя безвозмездно трудящегося батюшку. В те годы Покров Пресвятой Богородицы был особым днём. Съезжались из ближайших штатов и храм наполнялся молящимися. Новая Кубань славилась своим гостеприимством, и после чинного и благолепного богослужения, переходили в трапезную и на площадь рядом с церковью, где столы сгибались под тяжестью яств. Редко расходились до темноты. К концу 1960-х годов приход в полном своём расцвете — стоит златоглавая церковка в древнерусском шатровом стиле, интерьер поражает своей строгой иконописью знаменитых зарубежных иконописцев. За храмом разрастается кладбище, с мерцающими лампадами на могильных бугорках. Рядом выстроен дом для священника. В 1970-х годах добавляется отдельная колокольня с мелодично подобранными колоколами». Пять колоколов для отдельно стоящей звонницы храма были приобретены в африканской Родезии, где особенно хорошо выделывались звучные колокола. На Пасху церковь была полна, и некоторым даже приходилось стоять снаружи, напрягая слух, чтобы услышать проповедь.
По мере кончины беженцев первого поколения и отъезда молодёжи, казачья станица исчезала, а приход — таял. К концу 1990-х годов настоятель храма протоиерей Николай Неклюдов по состоянию здоровья уже не смог совершать богослужения и ушёл на покой. Новый настоятель сюда назначен не был. Богослужения в храме в связи с этим уже не проводились. 17 октября 2004 года протоиерей Николай Неклюдов скончался. Его вдова продолжала проживать в церковном доме до января 2016 года и совершала молитвы келейно. Кладбище Покровского храма  находилось под опекой протоиерея Любо Милошевича из соседнего Троицкого храма в Вайнленде.
.

### Покровский скит
15 Августа 2015 года, настоятелем Покровского Храма был назначен Игумен Тихон Гайфудинов. Тишина и умиротворённость храмовой окрестности, а также отсутствие должного количества активных прихожан способствовали развитию идеи о том, что данное место вполне благоприятно для открытия здесь небольшой монашеской общины. Осенью 2015 года Первоиерарх РПЦЗ митрополит Восточно-Американский Иларион (Капрал) подписал указ об организации при бывшем приходе Покровского мужского скита с открытием при нём монашеского братства имени преподобного Варлаама Хутынского.  Для духовного окормления и возрождения общины,  настоятелем скита,  был назначен Игумен Тихон (Гайфудинов). По благословению Митрополита Илариона, Имущество Покровского Скита было передано из ведения Епархии непосредственно в управление насельникам Скита, при этом Сам митрополит Иларион также вошёл в братию, хотя и не стал игуменом скита.
14 октября того же года на престольный праздник в Скиту состоялось первое богослужение. По приглашению Игумена Тихона (Гайфудинова) в первом богослужении участвовали вместе с ним: протоиерей Сергий Лукьянов, протоиерей Любо Милошевич, иерей Анатолий Ревицкий, иерей Евгений Солодкий, протодиакон Леонид Рожков и диакон Димитрий Криницкий. На службу собрались верующие из Вашингтона, штатов Нью-Йорк и Нью-Джерси .
С 3 февраля 2016 года в скиту впервые за 20 лет возобновились регулярные богослужения, которые стали проходить в Воскресные дни и великие  праздники (часы — в 9:30, начало Божественной литургии — в 10:00).
16 и 17 марта 2016 года, по приглашению Игумена Тихона (Гайфудинова), митрополит Иларион (Капрал) возглавил в скиту чтение Великого покаянного канона преподобного Андрея Критского — это стало первым архиерейским богослужением в Покровском храме за прошедшие почти четверть века, когда в храме служил митрополит Виталий (Устинов).
За год к престольному празднику скита Игуменом Тихоном лично были проведены большие строительно-ремонтные работы: Изнутри и снаружи храма убрана старая штукатурка, храм полностью оштукатурен и покрашен, установлены кондиционеры внутри церкви и внизу в церковном зале, сделаны желоба для сбора воды, которые отсутствовали в течение многих лет, в кухне устроены дополнительные шкафы и вытяжка, территория скита облагорожена, убраны лишние деревья, у кладбища был установлен металлический забор и ворота. Кроме того был получение жилой дом для будущей братии, который также был приведён в порядок: установлен кондиционер, проведены ремонтные работы. В храм и церковный дом был проведён газ. Приобретён водосвятный сосуд на полторы тысячи литров. В конце лета колокольня пополнилась колоколами, благодаря чему звонница была полностью налажена. Производился уход за территорией кладбища и могилами.
13 августа 2016 года в главный храм Покровского мужского скита врезался автомобиль, от чего основному входу в здание церкви был нанесён серьёзный ущерб.
14 октября 2016 года в скиту отметили престольный праздник. По приглашению Игумена Тихона (Гайфудинова) Божественную литургию вместе с ним совершили: протоиерей Сергий Лукьянов, протоиерей Любо Милошевича, протоиерей Борис Слуцкий, иерей Григорий Винский, иеромонах Владимир (Згоба), иерей Евгений Солодкий, протодиакон Леонид Рожков. Помолиться на Литургии собрались прихожане скита, гости из соседних общин. 
В 2017 году с наступлением тепла на кладбище обители были очищены все памятники. Кроме того воздвигнутый в 1970-х годах на кладбище поклонный крест был очищен от грязи и на него положена новая штукатурка. 16 июля Настоятель Покровского Скита иеромонах Тихон (Гайфудинов) совершил освящение поклонного креста. На территории и на кладбище посажены новые деревья, кустарники, цветы.
24 июня того же года по приглашению Игумена Тихона (Гайфудинова)  скит посетил митрополит  Иларион, который поблагодарил Игумена Тихона и прихожан за труды по восстановлению скита, за то, что фактически на пустом месте был устроен приход, где сегодня «жизнь жительствует», умножающиеся прихожане собираются на молитву, участвуют в Таинствах Церкви. В скиту к тому времени совершено более десяти крещений; благоустроена территория, осуществляется постоянный уход за кладбищем, которое теперь выглядело как парк. Последнее было особо отмечено митрополитом Иларионом. Также митрополит Иларион отметил, что новое крыльцо, построенное на месте разрушенного врезавшимся автомобилем, удобнее старого: оно защищено от попадания воды во время осадков; и оснащено так, что теперь в храм могут безопасно подниматься пожилые люди.
12 сентября 2018 года митрополитом Иларионом иеромонах Тихон (Гайфудинов) возведён в достоинство игумена Покровского Скита. В том же году о. Тихоном в Сослужении Иерея Анатолия Ревитского и диакона Дмитрия Креницкого был освящён крест на главный купол Покровского Храма, и голубь на нём — как образ Святого Духа.
7 апреля 2023 года игумен Тихон (Гайфудинов) сослужил духовенству Бруклинского собора «Славянского викариатства» Американской архиепископии Константинпольского патриархата. 9 апреля в Свято-Покровском скиту была совершена первая Божественная литургия с поминовением архиепископа Елпидофора. Таким образом, монастырь официально перешел во Константинопольский патриархат вместе со священником.

## Кладбище
Уже при основании Новой Кубани предполагалось, что при храме будет и кладбище. С тех пор начались первые захоронения. Ныне здесь покоятся православные русские, американцы, украинцы, сербы и многие другие. Над могилами возвышаются характерные православные русские и византийские кресты. Многие имена надгробиях двойные: имя, полученное полученное рождении, и новое имя, которое было взято из-за опасения быть выданными СССР. После создания создания скита и возобновления в нём регулярных богослужений появилась возможность приобретать землю под фамильные захоронения.